# 亚历山德拉·福尔梅拉
亚历山德拉·福尔梅拉（波蘭語：Aleksandra Formella，2001年10月27日—），波兰女子田径运动员，2019年欧洲U20田径锦标赛女子4×400米接力铜牌得主、2021年欧洲U23田径锦标赛女子4×400米接力铜牌得主、2021年夏季世界大学生运动会女子4×400米接力金牌得主、2025年世界室内田径锦标赛女子4×400米接力银牌得主。